# Gschwendtalm
Die Gschwendtalm (auch: Mair-Gschwendt-Alm, Obergschwendtalm) ist eine Alm in der Gemeinde Reit im Winkl.
Der Kaser auf der Gschwendtalm steht unter Denkmalschutz und ist unter der Nummer D-1-89-139-51 in die Bayerische Denkmalliste eingetragen.

## Baubeschreibung
Der Vorkaser auf der Gschwendtalm besteht aus Bruchsteinmauerwerk und ist an der Firstpfette mit dem Jahr 1759 bezeichnet. Der Stall hat eine zum Teil verschalte Holzständerkonstruktion.

## Heutige Nutzung
Die Gschwendtalm ist bestoßen, jedoch nicht bewirtet.

## Lage
Die Gschwendtalm befindet sich südöstlich des Ortsteils Blindau unterhalb der Hemmersuppenalm auf einer Höhe von 930 m ü. NN.